# Элка 22

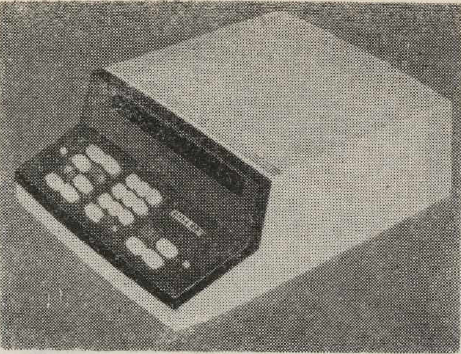
Элка-22

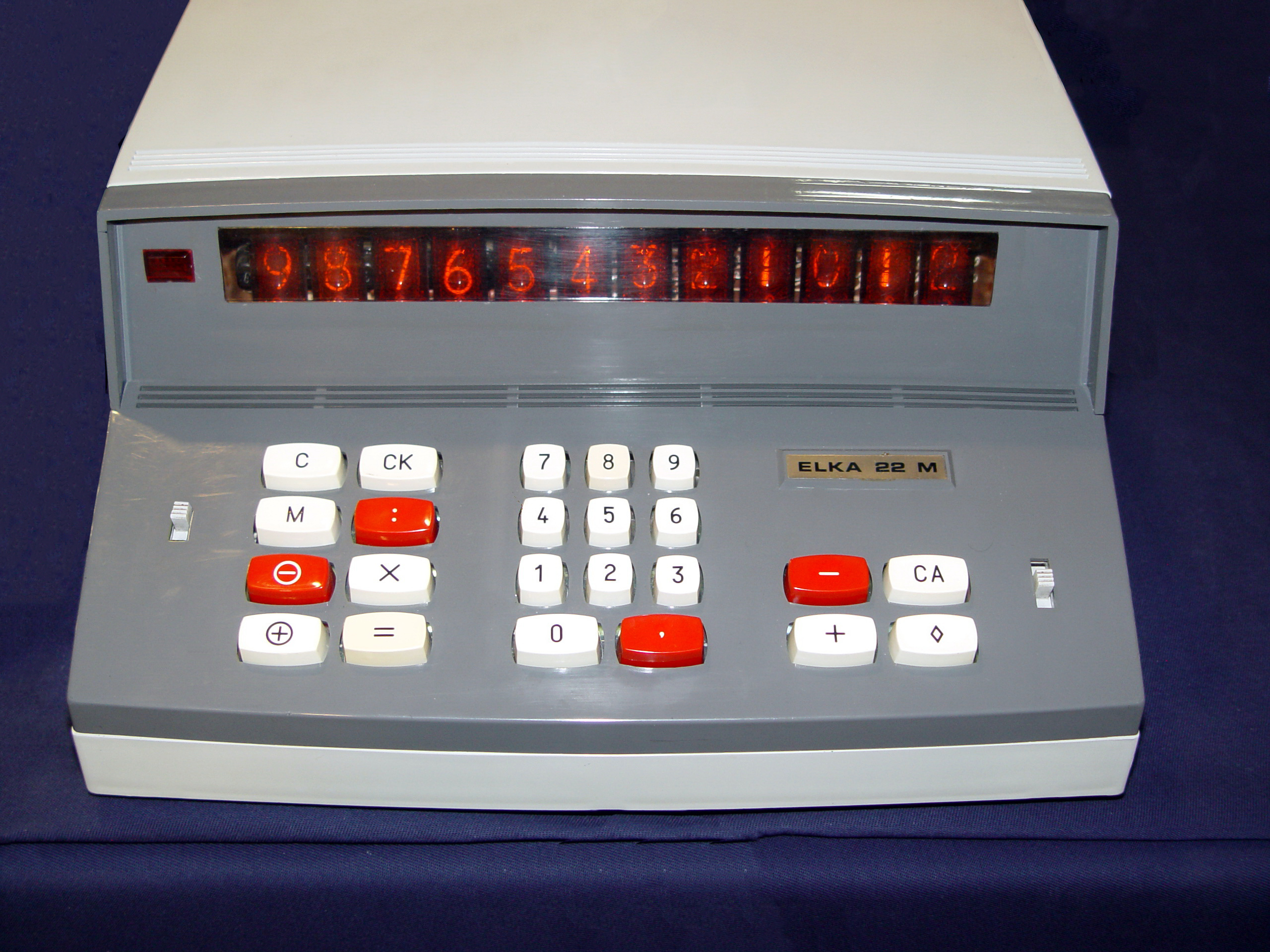
Элка-22M

«Элка 22» (болг. Елка 22) — болгарский электронный калькулятор (электронная клавишная вычислительная машина). Калькулятор использовался как в Болгарии, так и в СССР. Второй по хронологии калькулятор марки «Элка» (после «Элка 6521»). Впервые был выпущен на заводе «Электроникс» в 1965 году, где производились и первые экземпляры некоторых последующих моделей.

## Характеристики
«Элка 22» с индикацией на газоразрядных лампах и аналогичный ей «Элка 25» с печатающим устройством вместо цифровой индикации производились с 1966 года на заводе «Оргтехника» в Силистре. Разработкой руководил инженер Любомир Антонов, внедрением в производство данного калькулятора занимался профессор Иван Попов, член политбюро ЦК Болгарской коммунистической партии; разработка велась Центральным институтом вычислительной техники. В команду разработчиков входили также Добролюб Пешин и Стефан Вылев.
12-разрядный калькулятор позволял выполнять четыре арифметических действия (сложение, вычитание, умножение и деление), а также производить умножение на константу и возводить в целую степень. Один свободный регистр позволял запоминать промежуточные результаты или фиксировать константу.

## Производство и сбыт
Профессор Иван Попов вёл переговоры о продаже партии калькуляторов Советскому Союзу: изначальная цена за единицу товара составляла 1200 советских рублей, однако СССР отклонил болгарское предложение в пользу калькуляторов «Soemtron» из ГДР (730 рублей за единицу). Попов в ответ снизил цену на «Элка 22» до 700 рублей, и СССР принял болгарское предложение: именно так эти калькуляторы появились на советском рынке вместо Soemtron.
Было выпущено не менее 60 тысяч экземпляров «Элки 22»: в большинстве образцов для запятой присутствовала отдельная газоразрядная лампа. Выпускались также варианты калькулятора 22М («М» — «модифицированный») и 22П, о котором ничего не известно. Часть калькуляторов выпускались в Карлмарксштадте и даже использовались на машиностроительном заводе Fritz Heckert Kombinat.

## Основные параметры
- Размеры в мм: 337 × 435 × 148[2]
- Масса калькулятора: 8,5 кг[2]
- Три регистра (из них два оперативных) по 12 десятичных разрядов и 13 операционных клавиш[2]
- Потребляемая мощность: 35 Вт[2]
- Диапазон рабочих температур: от +10 до +35°C[2]
- Скорость работы: 0,3 с (сложение); 0,5 с (деление)[2]